# 龙口镇 (新蔡县)
龙口镇，是中华人民共和国河南省驻马店市新蔡县下辖的一个乡镇级行政单位。

## 行政区划
龙口镇下辖以下地区：
龙口村、时寨村、塔王庄村、李楼村、笼张庄村、张吴庄村、兰庄村、赵楼村、叶庄村、后周庄村、大杨庄村、葛庄村、王坦庄村、前周庄村、张小寨村、边刘庄村、范庄村、姚庄村、党庄村和张寨村。